# Nizam (tước hiệu)
Nizam (tiếng Ả Rập: نظام / niẓām; tiếng Tamil: நிசாம்) là tước hiệu của những người cai trị Nhà nước Hyderabad và các nhà nước bán tự trị khác ở tiểu lục địa Ấn Độ. 
Dưới thời Đế quốc Mogul, đây là một tước hiệu quân sự, được các hoàng đế Mogul bổ nhiệm để quản lý các lãnh thổ bán tự trị, càng về sau này các Nizam càng có nhiều quyền lực hơn và tước hiệu được kế thừa dưới hình thức cha truyền con nối, nó tương tự như chức quan Tiết độ sứ cuối thời Nhà Đường ở Trung Quốc, từ một viên tướng canh giữ những vùng trọng yếu trở thành một lãnh chúa cai quản một vùng và tước hiệu được cha truyền con nối.
Sau khi Đế chế Mogul xụp đổ, người Anh tiến hành thực dân hoá Ấn Độ và vẫn duy trì các phiên quốc do các gia tộc bản địa cai trị trước đó, trong đó phiên quốc lớn nhất là Hyderabad của Triều đại Asaf Jahi, và người cai trị của nó lấy tước hiệu là Nizam và là phiên quốc duy nhất trong 565 phiên quốc của Ấn Độ thuộc Anh sử dụng tước hiệu Nizam. Những nhà cai trị các phiên quốc ở Ấn Độ, dù lấy tước hiệu là gì, họ đều được gọi chung là thân vương hoặc hoàng thân trong tiếng Anh.
Vị Nizam cuối cùng có chủ quyền trong lịch sử Ấn Độ chính là Mir Osman Ali Khan, Nizam thứ VII của xứ Hyderabad, được xem là một trong những người giàu nhất thế giới ở mọi thời đại.